# Singö församling
Singö församling var en församling i Uppsala stift och i Norrtälje kommun i Stockholms län. Församlingen uppgick 2006 i Häverö-Singö församling.

## Administrativ historik
Församlingen bildades i slutet av 1500-talet genom en utbrytning ur Häverö församling och var därefter därefter till 2006 annexförsamling i pastoratet Häverö och Singö. Församlingen uppgick 2006 i Häverö-Singö församling. År 2018 överfördes området till Väddö församling.

## Kyrkor
- Singö kyrka